# Cestrum quitense
Cestrum quitense är en potatisväxtart som beskrevs av Francey. Cestrum quitense ingår i släktet Cestrum och familjen potatisväxter. Inga underarter finns listade i Catalogue of Life.